# Flugplatz Tuzla

i7
i11
i13
Der Aerodromul Tuzla (rumänisch) bzw. Aeroportul Utilitar Tuzla ist ein rumänischer Flugplatz (ICAO-Code: LRTZ) in der Gemeinde Tuzla. Er wurde 1958 eröffnet und 1999 von der Regional Air Services übernommen.
Er ist neben der zivilen Nutzung auch Basis der Helikopterstaffel der Rumänischen Marine, der einzigen Einheit der rumänischen Marineflieger. Sie ist mit IAR-330L ausgerüstet.

## Zwischenfälle
- Am 20. September 1974 verunglückte eine Antonow An-2, der Pilot verliert dabei das Leben.
- Am 18. Juli 1976 verunglückte eine weitere Antonow An-2, das Flugzeug erleidet dabei einen Totalschaden.
- Am 9. August 1976 verunglückte erneut eine Antonow An-2, die Besatzung verliert dabei ihr Leben.
- Am 26. November verunglückte eine Aérospatiale SA-319 bei einem Schulflug, der Kopilot verliert dabei das Leben.
- Am 22. Juni 1981 verunglückte eine Antonow An-2.